# Liste der Baudenkmale in Canum
Die Liste der Baudenkmale in Canum enthält die nach dem Niedersächsischen Denkmalschutzgesetz geschützten Baudenkmale in dem ostfriesischen Ort Canum, der zu der Gemeinde Krummhörn gehört. Die Quelle der Baudenkmale ist der Denkmalatlas Niedersachsen. Der Stand der Liste ist der 25. März 2024.

## Allgemein
In den Spalten befinden sich folgende Informationen:
- Lage: die Adresse des Baudenkmales und die geographischen Koordinaten. Kartenansicht, um Koordinaten zu setzen. In der Kartenansicht sind Baudenkmale ohne Koordinaten mit einem roten Marker dargestellt und können in der Karte gesetzt werden. Baudenkmale ohne Bild sind mit einem blauen Marker gekennzeichnet, Baudenkmale mit Bild mit einem grünen Marker.
- Bezeichnung: Bezeichnung des Baudenkmales
- Beschreibung: die Beschreibung des Baudenkmales. Unter § 3 Abs. 2 NDSchG werden Einzeldenkmale und unter § 3 Abs. 3 NDSchG Gruppen baulicher Anlagen und deren Bestandteile ausgewiesen.
- ID: die Objekt-ID des Baudenkmales
- Bild: ein Bild des Baudenkmales, ggf. zusätzlich mit einem Link zu weiteren Fotos des Baudenkmals im Medienarchiv Wikimedia Commons. Wenn man auf das Kamerasymbol klickt, können Fotos zu Baudenkmalen aus dieser Liste hochgeladen werden:

| Lage                                           | Bezeichnung               | Beschreibung | ID       | Bild           |
| ---------------------------------------------- | ------------------------- | --- | -------- | -------------- |
| Canumer Kirchstraße 53° 25′ 33″ N, 7° 6′ 49″ O | Kirche                    | Einschiffiger Backsteinbau mit nach unten verlängerten Rundbogenfenstern. Traufgesimse aus Formziegeln. Mitte 13. Jh. | 34659966 | Weitere Bilder |
| Canumer Kirchstraße 53° 25′ 33″ N, 7° 6′ 50″ O | Kirche (Glockenturm)      | Niedriger Backsteinbau auf erneuertem Sockel. Giebel mit Dreiecksmauerung.                                            | 34659990 |                |
| Canumer Kirchstraße 53° 25′ 33″ N, 7° 6′ 48″ O | Kirche (Friedhof)         | | 34660013 | BW             |
| Emder Landstraße 8 53° 25′ 42″ N, 7° 7′ 0″ O   | Gulfhaus (Sedanshof)      | | 34660035 | BW             |
| Zur Post 1a 53° 25′ 33″ N, 7° 6′ 52″ O         | Wohn-/ Wirtschaftsgebäude | ca. 1769. | 49109517 | BW             |